# 盤鰭叉舌鰕虎魚
盤鰭叉舌鰕虎魚（学名：Glossogobius celebius）为輻鰭魚綱鱸形目鰕虎魚科叉舌鰕虎魚屬的鱼类。

## 分布
本魚分布於亞洲及大洋洲的半鹹水水域。

## 特徵
本魚體延長略成圓柱狀，後部側扁，尾柄略低，頭中大，吻略尖長，眼大，上側位，眼間隔窄，下頷較為前突，舌端呈分叉狀，在鰓蓋骨前上方，比同類魚種多具一對小型管孔。體被有中大的櫛鱗，背前區的鱗列達眼後部，尾鰭呈長圓形，體色淡棕色，體側具5列不連續黑色線紋，以及5個略呈方形隻黑褐色斑塊，頰部具不規則黑褐色斑，胸鰭基底具有2斑，背鰭硬棘6枚，背鰭軟條8至9枚，臀鰭硬棘1枚，臀鰭軟條8枚，體長可達14公分。

## 生態
本魚棲息在沿海、河口、內灣或紅樹林等沙泥底質水流平緩的地區，屬廣鹽性魚類，屬肉食性，以小魚及小型甲殼類為食。

## 經濟利用
可作為食用魚。

## 扩展阅读
維基物種上的相關：盤鰭叉舌鰕虎魚